# Sông Lidder
Lidder hay Liddar là tên của một con sông dài 73 km (45 dặm) ở khu vực Kashmir phía Ấn Độ của bang Jammu và Kashmir. Nó bắt nguồn từ dòng sông băng Kolahoi và sau đó hợp dòng chảy với sông Jehlum tại Mirgund Khanabat ở độ cao 1,615 mét (5,299 feet).

## Về địa lí
Con sông này bắt nguồn từ sông băng Kolahoi gần Sonamarg và nhờ có nó, thung lũng Lidder được hình thành. Nó chảy về phía nam băng qua những cánh đồng cỏ ở vùng núi cao của Lidderwat ở vùng Aru. Cái tên Lidderwat được đặt là vì con sông này đi qua nó. Sau đó, nó chạy thêm 30 km nữa (19 dặm) để đến một thị trấn du lịch tên là Pahalgam, tại đó, nó đổ vào hồ Sheshnag rồi chạy về phía tây cho đến khi nó gặp sông Jehlum tại Mirgund Khanabal, gần kề với huyện Anantnag. Nước sông có màu pha lê hơi xanh và Pahalgam thì nằm ở trung tâm của thung lũng Lidder.
Bên cạnh đó, con sông này đi qua rất nhiều ngôi làng. Trong đó thì có làng Martand trứ danh.

## Kinh tế
Nước sông chủ yếu được sử dụng cho mục đích tưới tiêu nhờ vào việc đào các kênh nhỏ. Với lưu lượng dòng chảy trung bình mỗi giây là 206 mét khối (lưu lượng này bằng 1 nữa lưu lượng của sông Neelum), thế nhưng hiện tại vẫn chưa có bất kì một dự án xây đập thủy điện nào được đưa ra. Dòng sông này có rất nhiều loài cá khác nhau, do đó ở bờ sông đã có một nơi chăn nuôi và đánh bắt cá được xây dựng. Dù là có nhiều loài nhưng 2 loài chủ yếu và xuất hiện phổ biến trên sông đó là cá hồi nâu (Salmo trutta fario) và cá hồi vân (Oncorhynchus mykiss).